# Nino Piccinelli
Nino Piccinelli (Chiari, 3 dicembre 1898 – Roma, 14 ottobre 1984) è stato un compositore, scrittore e giornalista italiano a cui è attribuita la musica di Tapum.

## Biografia
Alla maggiore età fu richiamato nell'esercito e combatté la Prima guerra mondiale. In quella situazione drammatica ancora ragazzo, incontrò, lui che aveva già iniziato a comporre musiche, altri giovani con vocazione artistica. Ebbe frequenti contatti con D'Annunzio e partecipò a un movimento culturale ("la scapigliatura di trincea"), dal più conosciuto movimento degli Scapigliati. Da loro trasse il gusto per la trasgressione,l'amore per l'avventura, per la vita movimentata fuori dagli schemi. Fu interventista e partecipò nei bersaglieri all'assalto dell'Ortigara in seguito fece parte degli arditi.
A lui si attribuisce la musica di Tapum, celebre canto di trincea. Nel 1937 realizzarono un libro, Ta-pum, con i ricordi di trincea ripercorsi attraverso i testi di canzoni illustrate. Nello stesso periodo compose molte musiche, colonne sonore di film, circa una ventina, alcuni recitati dall'attrice Germana Paolieri.
Negli anni '40 ottenne la carta dal Pwb, l'amministrazione americana e, a via Cesare Federici 1 (Roma), aprì un settimanale: la Gazzetta delle arti. Inizialmente non ottennero la luce e così poterono lavorare solamente di giorno. Nel 1945 Piccinelli fu chiamato al Momento Sera come critico musicale, dopo aver scritto ancora diversi libri e testi di canzoni. Rivendicò per sé la paternità di Creola, dicendo di averla composta, ma di essersela giocata a poker una notte a Milano. Collaborò anche alla radio, con programmi sulla musica di trincea, legando sempre alla grande guerra i suoi ricordi (con trasmissioni di storia e storiografia lirica). Piccinelli fu anche il primo critico televisivo di Momento sera. Ebbe una figlia, Fausta, e oggi a Chiari è presente una targa in suo onore.
Compose l'opera Maria Goretti che fu trasmessa dalla Rai il 19 dicembre 1982.

## Filmografia
- Piccolo hotel, regia di Piero Ballerini (1939)
- Cuori nella tormenta, regia di Carlo Campogalliani (1940)
- L'ultimo combattimento, regia di Piero Ballerini (1941)
- La sonnambula, regia di Piero Ballerini (1941) (arrangiamento)
- Sempre più difficile, regia di Piero Ballerini (1943)